# شبح الجنة
شبح الجنة (بالإنجليزية: Phantom of the Paradise) هو فيلم رعب كوميدي أمريكي، صدر في عام 1974 من تأليف وإخراج براين دي بالما، وبطولة بول وليامز، القصة عبارة عن مزيج من العديد من الأعمال الأوروبية الكلاسيكية: رواية غاستون ليرو عام 1910 شبح الأوبرا، أوسكار وايلد 1890 صورة دوريان غراي ، وفاوست ليوهان غوته / كريستوفر مارلو.

## طاقم التمثيل
- وليام فينلي
- بول وليامز
- جيسيكا هاربر
- جيريت غراهام
- رايموند لويس كينيدي
- جورج ميمولي
- أرشي هان
- رود سيرلينج
- يانوس بليث
- ماري مارجريت أماتو
- راينبياوكس سميث

## روابط خارجية
- شبح الجنة على موقع IMDb (الإنجليزية)
- شبح الجنة على موقع ميتاكريتيك (الإنجليزية)
- شبح الجنة على موقع الموسوعة البريطانية (الإنجليزية)
- شبح الجنة على موقع روتن توميتوز (الإنجليزية)
- شبح الجنة على موقع ألو سيني (الفرنسية)
- شبح الجنة على موقع Turner Classic Movies (الإنجليزية)
- شبح الجنة على موقع أول موفي (الإنجليزية)
- شبح الجنة على موقع فيلمافينيتي (الإسبانية)
- شبح الجنة على موقع قاعدة بيانات الأفلام السويدية (السويدية)
- شبح الجنة على موقع قاعدة بيانات الفيلم (الإنجليزية)